# Cali & El Dandee
Cali & El Dandee este un duet columbian de muzică pop. Duetul este alcătuit din frații Rengifo: Mauricio (Dandee) și Alejandro (Cali). Mauricio s-a născut la data de 15 octombrie 1988 iar Alejandro pe 3 septembrie 1993, ambii în Cali, Columbia, locaritate în care au și copilărit. În anul 2006 s-au mutat în capitala țării, la Bogota, unde Mauricio și-a început studiile muzicale la Universitatea Anzilor (Universidad de los Andes) iar Alejandro își termină studiile liceale.
În 2012, au scos o nouă versiuneaa cântecului Gol împreună cu David Bisbal.

## Hituri și premii
Cele mai mari succese ale duetului au reprezentat melodiile "Gol", "Volver", "Move Your Body", "Tus Ojos", "Lento", "La Muda" șii "Yo te esperaré". Cântecul "Yo te esperaré" a fost numărul unu în iTunes Spania și videoclipul original al clipului a fost vizionat de peste 50 milioane de persoane la YouTube. De asemenea, clipul acestei melodii a fost al doilea cel mai vizionat clip din anul 2011.
- În 2011 au fost nominalizați la secțiunea Cel mai bun grup columbian la Premiile 40 Principales
- Duetul a primit nenumărate nominalizări la Premiile Nuestra Terra, premiile naționale columbiene
- Au primit Certificatul de Aur, în 2012, în Spania pentru melodia Yo te esperare
- Au fost numărul unu în topurile posturilor de radio din Spania și Argentina.
- Au fost numărul 1 și 2 în Spania ca număr de vânzări cu melodiile Yo te esperaré și No hay dos sin tres.

## Discografie
Albumul Flybot lansat pe 15 august 2011 cuprinzând melodiile:
- 1. La Cosita Tropical
- 2. Chino
- 3. Lento
- 4. Move your Body
- 5. No me mires Asi
- 6. No necesito Mas
- 7. Punto y Aparte
- 8. Te doy Mi Corazon
- 9. Te toco Perder
- 10. Ven a Mi
- 11. Volver
- 12. Yo te Esperare
- 13. Besame
- 14. Tus Ojos
- 15. La Muda
- 16. Black & Yellow Jeezy & T-Pain)

Albumul 3 A.M. (lansat 2012) conținând melodiile:
- 1. Te Necesito.
- 2. La Playa (Feat Natalia Bautista).
- 3. Yo Te Esperaré.
- 4. No Hay 2 sin 3 (gol) (Ft. David Bisbal).
- 5. Te Doy Mi Corazón.
- 6. 3 A.M.
- 7. Ya Se Que Te Vas. (Ft. Lucca Perotti)
- 8. Hoy (ft. Taqttiana Klauss).
- 9. No Digas Nada.
- 10. Tus Ojos (Ft. Daniel Maldonado).
- 11. Besame (Ft.caravan).
- 12. Gol.

La data de 13 martie 2012 au lansat single-ul Yo te esperare iar pe 3 iulie 2012 au lansat alt single numit No hay 2 sin 3.